# Жан Тарі
Жан Тарі (фр. Jean Taris, 6 липня 1909 — 10 січня 1977) — французький плавець.
Призер Олімпійських Ігор 1932 року, учасник 1928, 1936 років.
Чемпіон Європи з водних видів спорту 1934 року, призер 1931 року.